# Kaltenholzhausen
Kaltenholzhausen település Németországban, Rajna-vidék-Pfalz tartományban. Lakosainak száma 564 fő (2023. december 31.).

## Népesség
A település népességének változása:
| Lakosok száma | 460  | 576  | 580  | 558  | 544  | 564  |
|               | 1975 | 2017 | 2019 | 2021 | 2022 | 2023 |